# Åsaholmen
Åsaholmen est une île norvégienne du comté de Hordaland appartenant administrativement à Bergen.

## Description
Rocheuse et couverte d'arbres, elle s'étend sur environ 229 m de longueur pour une largeur approximative de 227 m. Reliée par un pont, elle compte trois habitations et un quai amarrage. 